# Leucodon angustiretis
Leucodon angustiretis är en bladmossart som beskrevs av Hugh Neville Dixon 1941. Leucodon angustiretis ingår i släktet Leucodon och familjen Leucodontaceae. Inga underarter finns listade i Catalogue of Life.